# Inmigración china en Sonora
La inmigración china en Sonora aconteció a finales del silgo XIX e inicios del siglo XX, gracias a los proyectos de modernización del gobierno de Porfirio Díaz.La presencia de la comunidad tanto en México como en Sonora se tuvo que enfrentar a varios casos de xenofobia.

### Antichinismo
El antichinismo fue un movimiento político contra los miembros de la comunidad china, esto principalmente por los estados del norte, que argumentaba la defensa de la raza y patria mexicana. En un contexto de crisis económica, social y política durante la revolución y posrevolución.En el caso de Sonora, en 1923, tras acusar a los chinos de apoderarse del empleo de los sonorenses, contagiar de enfermedades y degenerar la raza, el Congreso de Sonora aprobó en diciembre dos leyes: hasta la fecha son consideradas las más racistas, discriminatorias y xenófobas de México.“El movimiento antichino comenzó en el año de 1916 en el estado de Sonora, fue organizado por el señor José María Arana, quien creó las primeras ligas nacionalistas en diversos municipios de Sonora. Años más tarde se fundarían en otras entidades de la República. La campaña antichina fue apoyada por Plutarco Elías Calles, gobernador de Sonora, quien entre otras medidas promovió la creación de “los barrios chinos” para separarlos del resto de la población.

#### La Ley 27 y la Ley 31
El 8 de diciembre de 1923 se votó a favor de la Ley 27, esta obligaba la creación de barrios chinos en todos los municipios del estado con el fin de que las personas originarias de ese país dejaran de convivir con los sonorenses
- ARTÍCULO PRIMERO. En todas las ciudades y pueblos del Estado se establecerá un sector con el fin de concentrar en el a todos los individuos de la raza china, cuyo lugar se denominará ‘BARRIO CHINO’.
- ARTÍCULO SEGUNDO. Los ayuntamientos del Estado a más tardar dentro de tres meses de aprobar la presente ley determinarán en sus respectivos Municipios el sector habitable para el objeto indicado, debiendo ser suficiente para contener la cantidad de chinos que haya en cada lugar de su jurisdicción.
- ARTÍCULO TERCERO. A los propietarios de fincas existentes en los sectores destinados al establecimiento de Barrios Chinos, que se opongan a venderlas o rentarlas a los chinos se les expropiará por causa de utilidad pública.
- ARTÍCULO CUARTO. A más tardar dentro del término de cuatro meses contados desde la expedición de la presente Ley, todos los chinos se concentrarán en los barrios destinados a tal objeto.
- ARTÍCULO QUINTO. Los ayuntamientos del Estado se encargarán de hacer que la concentración de individuos de raza china a que se refiere el artículo anterior se verifique precisamente dentro del plazo ya indicado.
- ARTÍCULO SEXTO. Queda prohibido el establecimiento de cualquier negocio, por individuos de origen y nacionalidad china, fuera del barrio destinado a su concentración.[4]

Los ciudadanos chinos interpusieron amparos colectivos contra sus respectivos ayuntamientos por la aplicación de la Ley 27. Los demandantes argumentaron que sus garantías constitucionales eran violadas, además, se infringían la Ley de Extranjería y de Naturalización y el tratado sino-mexicano.La Ley fue derogada al año siguiente luego de que el cónsul de China en Sonora y Sinaloa -que vivía en Nogales- solicitara su cancelación y se dictara un acuerdo económico. Por este motivo actualmente no hay evidencia específica de dónde estuvieron localizados los barrios chinos.El 13 de diciembre del mismo año, los diputados aprobaron la Ley 31 con la cual quedó prohibido que las mexicanas en Sonora se casaran con individuos de origen chino, aunque ellos estuviesen naturalizados.
[…] ARTÍCULO PRIMERO.- Se prohíbe el matrimonio de mujeres mexicanas con individuos de raza china, aunque ostenten carta de naturalización mexicana.
ARTÍCULO SEGUNDO.- La vida marital, o unión ilícita entre chinos y mexicanas, será castigada con multa de $ 100.00 a $ 1000.00 previa justificación del hecho por los medios que establece el derecho común, y será aplicada por las autoridades municipales del lugar donde se cometa la infracción […].
Las “chineras”
Las mujeres sonorenses que elegían compañero de vida a un chino eran llamadas despectivamente como “chineras” que significaba amantes de los chinos.También podían referirse con este término a personas que tuvieran relación por miembros de la comunidad china. “Las chineras eran radicales en su postura, eran mujeres que decían que podían tomar sus propias decisiones y que el gobierno no les podía decir a quien elegir pareja”Los municipios de Cananea y Nacozari fueron los más severos. De eso hay registro porque las mujeres casadas con chinos interpusieron al menos 30 amparos de 1924 a 1932 para evitar las sanciones.La Ley 31 duró vigente hasta 1932, año en el que hubo deportaciones masivas. Para el año en que fue derogada, las ideas negativas en contra de los chinos que fueron impulsadas en Sonora alcanzaron a llegar a otros estados.